# Jucăriile (Star Trek: Generația următoare)
„Jucăriile” (titlu original: „The Most Toys”) este al 22-lea episod din al treilea sezon al serialului TV american științifico-fantastic Star Trek: Generația următoare și al 70-lea episod în total. A avut premiera la 5 mai 1990.
Episodul a fost regizat de Timothy Bond după un scenariu de Shari Goodhartz. Invitat special a fost Saul Rubinek în rolul lui Kivas Fajo. Titlul original face referire la o frază celebră în anii 1980: "Whoever dies with the most toys wins" (Cine moare cu cele mai multe jucării câștigă).

## Prezentare
Un colecționar obsedat e hotărât să-l adauge pe Data colecției sale private de articole unice. 

## Actori ocazionali
- Nehemiah Persoff - Toff
- Jane Daly - Varria
- Colm Meaney - Miles O'Brien
- Saul Rubinek - Kivas Fajo